# Steffen Teichert
Steffen Teichert (* 20. Mai 1964 in Stollberg/Erzgeb., Deutsche Demokratische Republik) ist ein deutscher Physiker, Wissenschaftsmanager und politischer Beamter. Seit 2025 ist er Staatssekretär für Wissenschaft und Kultur im Thüringer Ministerium für Bildung, Wissenschaft und Kultur.

## Leben
Teichert absolvierte ein Physikstudium an der Technischen Universität Dresden (1985–1986) sowie an der Technischen Universität Karl-Marx-Stadt (1986–1990) mit einem Teilstudium am Kiewer Polytechnisches Institut Ihor Sikorskyj (1988/89). Dieses Studium schloss er 1990 als Diplomphysiker ab.
Nach einem Praktikum am Deutschen Elektronen-Synchrotron (1990) war er bis 1996 als Forschungsstudent und wissenschaftlicher Mitarbeiter an der Technischen Universität in Chemnitz tätig, wo er sich 1996 mit einer Dissertation zum Thema „Elektrischer Transport und allgemeine Charakterisierung der halbleitenden Silicide β-FeSi2 [Beta-FeSi 2] und MnSi1,73“ zum Doktor der Naturwissenschaften promovierte. In seiner Forschung widmete er sich der Herstellung dünner Schichten in Metall-Silizium-Systemen. Nach seiner Promotion war er noch bis 2001 als wissenschaftlicher Assistent an seiner Alma Mater tätig, ehe er in die Industrie wechselte. Von 2001 bis 2009 war er als Entwicklungsingenieur, Manager und Berater im Bereich der physikalischen Materialanalyse tätig.
2009 übernahm Teichert die Leitung der Analytik am Fraunhofer-Center Nanoelektronische Technologien in Dresden, folgte jedoch bereits im Herbst desselben Jahr dem Ruf auf die Professur für Physikalische Werkstoffdiagnostik und Physik am Fachbereich SciTec der Ernst-Abbe-Hochschule Jena, von 2013 bis 2017 fungierte er zudem als Dekan des Fachbereichs. 2012 erhielt er den Lehrpreis und 2016 den Forschungspreis des Förderkreises der Hochschule. Zum November 2017 übernahm Teichert den Posten des Rektors der Jenaer Ernst-Abbe-Hochschule, im Zuge einer Umstrukturierung wurde er im November 2022 für eine zweite sechsjährige Amtszeit gewählt und erhielt zu Beginn dieser im November 2023 den Titel des Präsidenten der Hochschule.
Im Mai 2025 übernahm Teichert den Posten des Staatssekretärs für Wissenschaft und Kultur im von Minister Christian Tischner geleiteten Thüringer Ministerium für Bildung, Wissenschaft und Kultur.